# Ringwall Bleidenberg

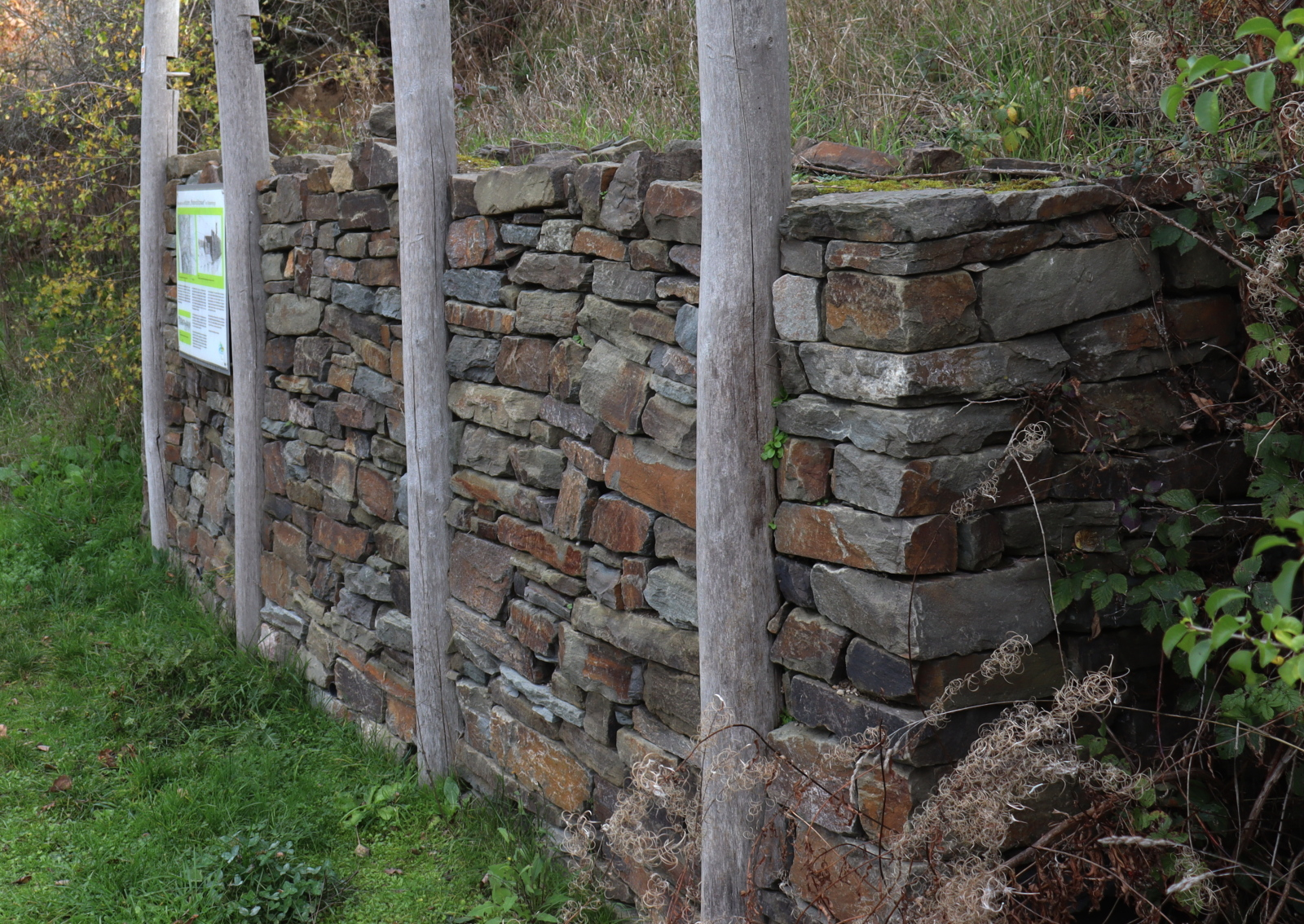
Rekonstruktion einer keltischen Pfostenschlitzmauer am Ringwall Bleidenberg bei Oberfell an der Mosel

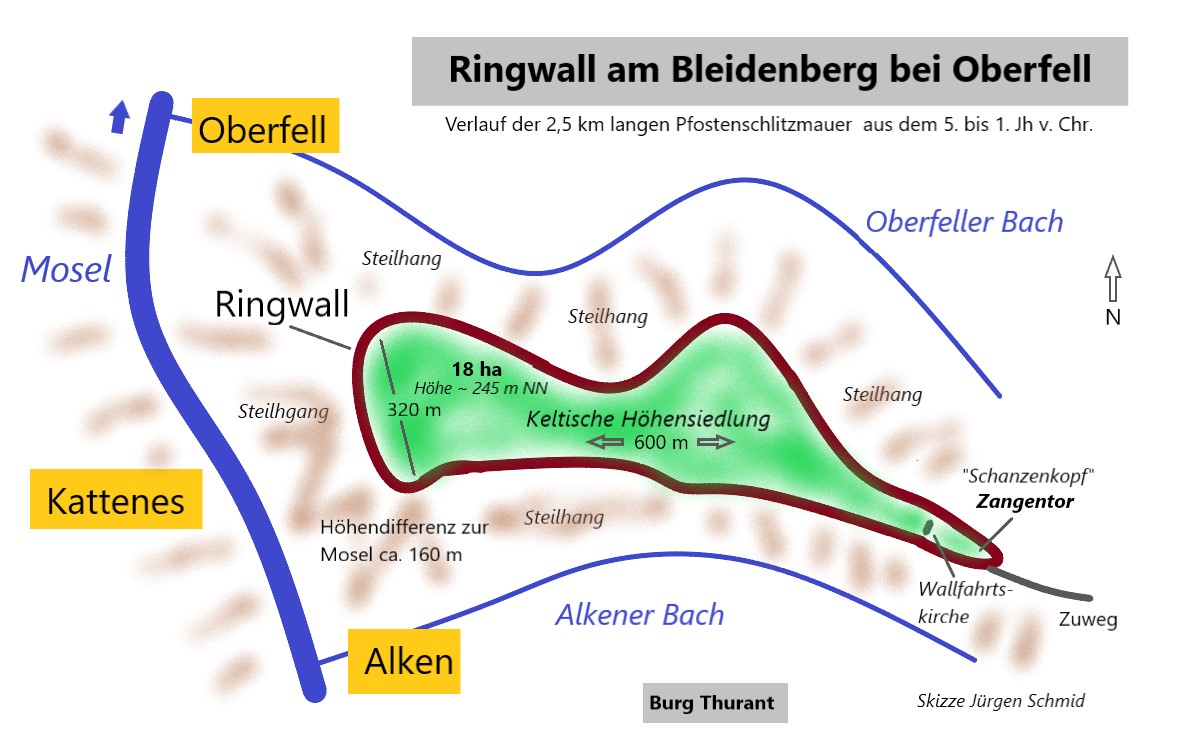
Ortslage und Verlauf des keltischen Ringwalls am Bleidenberg bei Oberfell an der Mosel

Der Ringwall Bleidenberg ist eine prähistorische Wallanlage am Bleidenberg in der heutigen Gemarkung der Ortsgemeinde Oberfell an der Terrassenmosel im Landkreis Mayen-Koblenz in Rheinland-Pfalz. 

## Lage
Die vorzeitliche befestigte Anlage befindet sich auf dem Bergplateau zwischen dem Oberfeller und Alkener Bach. Beide Bäche münden vom Hunsrück kommend rechtsseitig in die Mosel. Der Zugang zum Plateau führt über einen schmalen Zugangsweg am Schanzenkopf vorbei, an dem sich in der Spätlatènezeit ein befestigtes Zangentor befand.

## Geschichte

### Spuren der Altsteinzeit am Bleidenberg

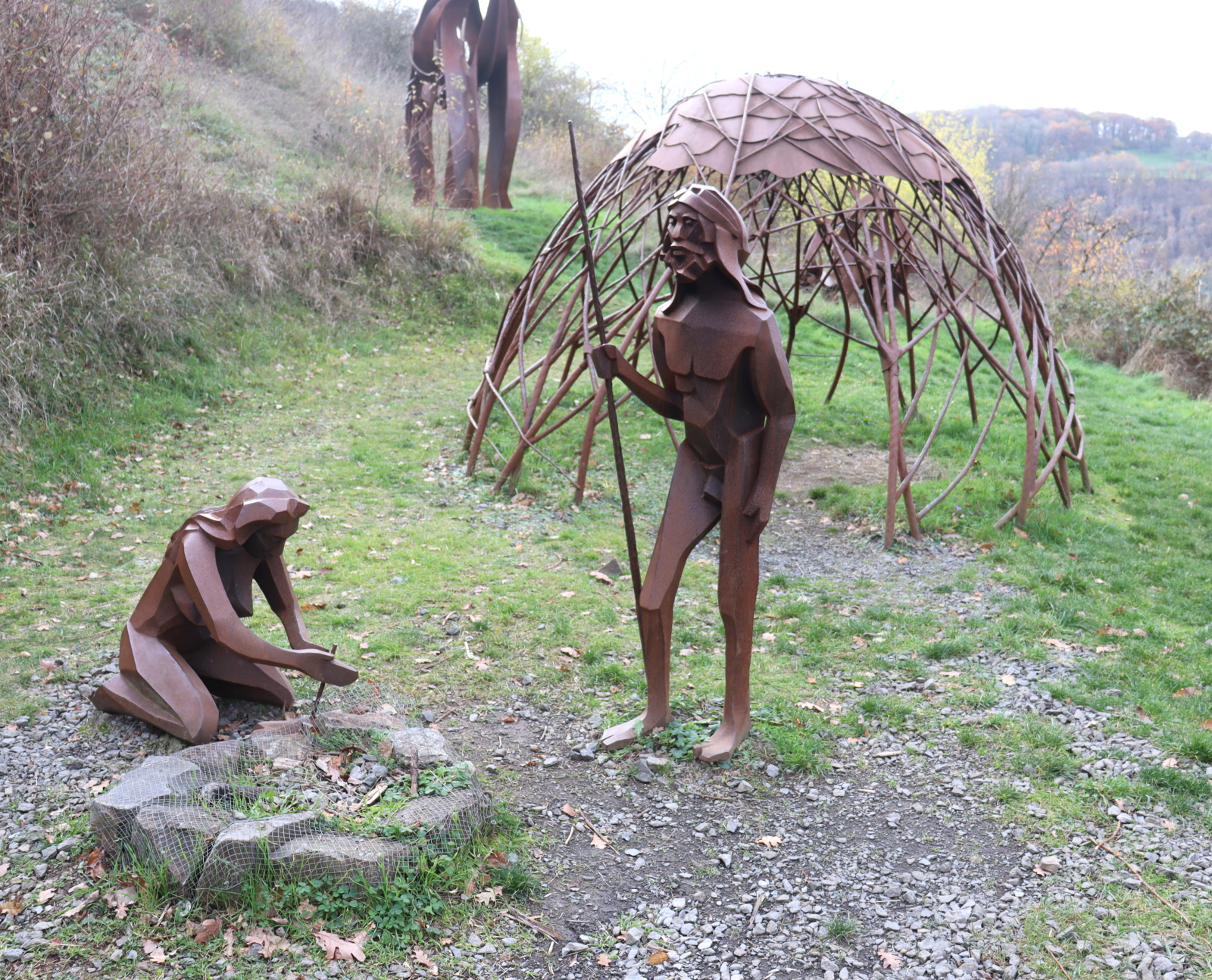
Ringwall Bleidenberg. Künstlerisch nachgestellter Lagerplatz der Altsteinzeit

Auf dem Plateau am Bleidenberg wurden Geröllwerkzeuge aus der frühen Altsteinzeit (800.000 bis 600.000 v. Chr.)gefunden. Es handelte sich dabei um sogenannte Chopper. Diese durch gezieltes Abschlagen zum scharfkantigen Werkzeug geformten Steine konnten vielfältig eingesetzt werden. Sie entstanden vor etwa 800.000 Jahren am Uferrand der Untermosel an den Lagerplätzen des „Homo erectus“. Das Flussbett der Mosel befand sich zu dieser Zeit noch auf der Höhe des heutigen Plateaus. Die Mosel lag früher etwa 200 Meter höher als heute und bildete mit ihren weiten Bögen ein zum Teil kilometerbreites verwildertes Wasser. In die Ablagerungen von Kies, Lehm und Sand grub sie sich vor etwa 500.000 Jahren immer tiefer ein, bis das heutige Mäandertal entstanden war. 
Unterhalb des Ringwalls am Steilhang zur Mosel erinnert heute eine symbolische Lagerstätte an die Anwesenheit des „Homo erectus“ am Bleidenberg. Ein rostrotes Ensemble abstrakt gestalteter Stahlgebilde gruppiert sich im Umfeld einer nachgebildeten Feuerstelle auf der Ebene des damaligen Moselufer-Niveaus.

### Siedlungsaktivitäten seit der Jungsteinzeit
Die Archäologische Denkmalpflege Koblenz führte in den Jahren 2001 und 2002 in zwei Kampagnen Untersuchungen am Bleidenberg bei Oberfell durch. Es konnte nachgewiesen werden, dass nach den ersten Siedlungsaktivitäten vor 800.000 Jahren weitere Besiedlungen folgten. So waren hier in der Jungsteinzeit um ca. 3.000 v. Chr. landwirtschaftlich tätige Angehörige der Michelsberger Kultur ansässig. Eine zweite Besiedlungsphase folgte im 9./8. Jh. v. Chr. am Ende der Bronzezeit in der mittleren Urnenfelderkultur. Ein dritter Siedlungsschwerpunkt zeigte sich um 500. v. Chr. in der Eisenzeit.

### Die Wallanlage

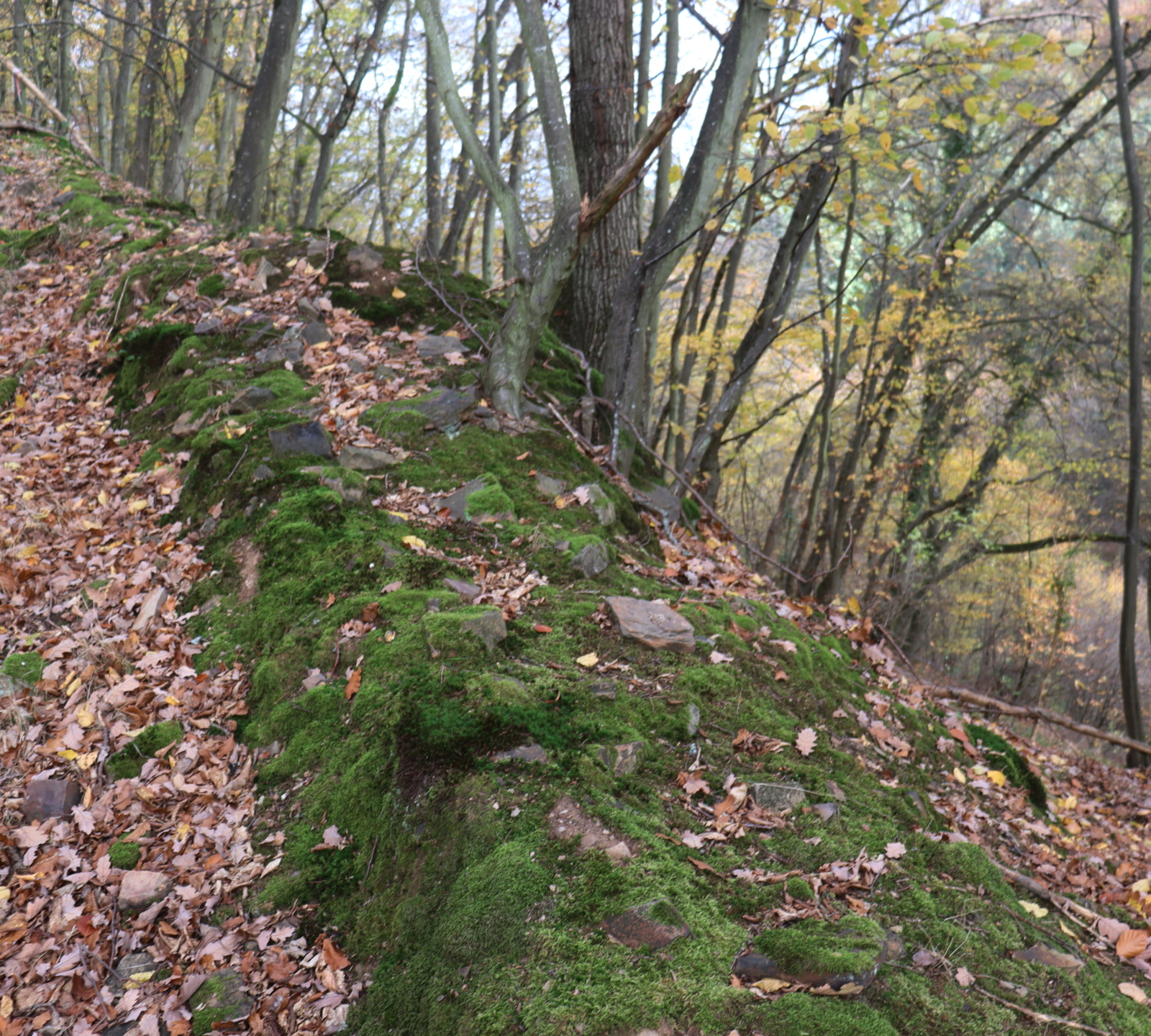
Ringwallverlauf am Schanzenkopf

Frühkeltische Funde aus dem 6. bis 4. Jh. v. Chr. geben einen Hinweis auf die Entstehungszeit der mit einer typisch keltischen Wehrmauer geschützten Großanlage. Als Besonderheit erwies sich die Freilegung eines bewehrten Zugangs der Pfostenschlitzmauer vom Typ Kelheim. Nach bisherigen Erkenntnissen soll es sich bei der Gesamtanlage um eine stadtähnliche Ansiedlung gehandelt haben, die auch als oppidum bezeichnet wird. Eine gefundene spätkeltische Bronzemünze aus dem 1. Jh. v. Chr. am Hang zur Mosel wird dem Keltenstamm der im Moselgebiet ansässigen Treverer zugeordnet. Im 1. Jahrhundert v. Chr. soll der Bau einer 2,5 km langen Randbefestigung mit einer Pfostenschlitzmauer für die gesamte Hochfläche ausgeführt worden sein. So entwickelte sich die Anlage zu einem Zentrum der Treverer an der Untermosel. Der an der Zufahrt sich hervorhebende Schanzenkopf wurde erst im Mittelalter aufgeschüttet. Darunter befanden sich auch Reste der Pfostenschlitzmauer, die erstmals um 450 v. Chr. errichtet und 100 v. Chr. erneuert worden war. Es handelte sich dabei um insgesamt drei Bauphasen einer keltischen Wehrmauer in der typischen Form der Murus Gallicus. Hier wurden auch die Fundamente eines Zangentores aus der Keltenzeit ausgegraben. Nach dem Martberg zwischen Pommern und Karden stellt die Anlage auf dem Bleidenberg die zweitgrößte befestigte Höhensiedlung der Treverer an der Untermosel dar.

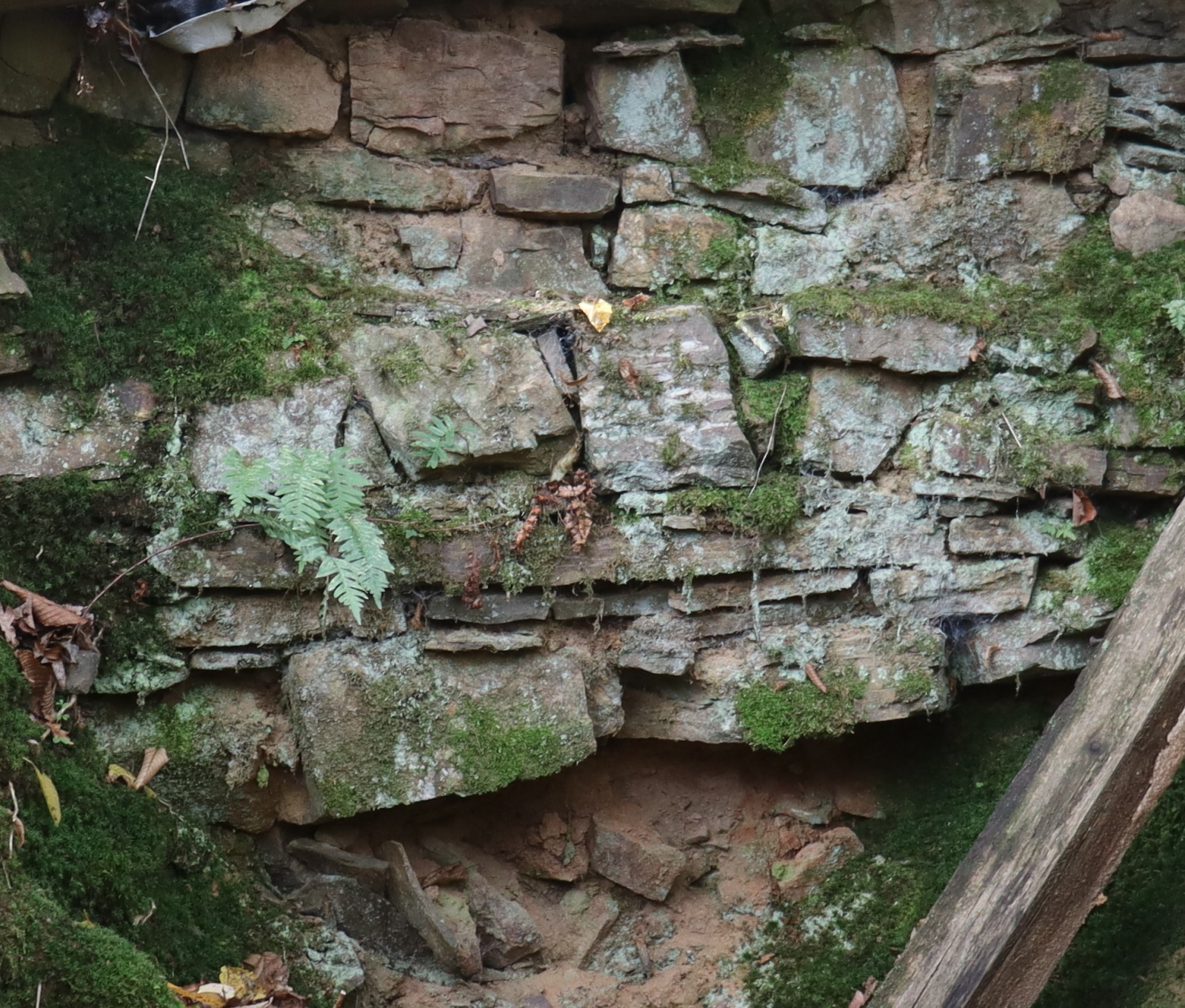
Originalmauerwerk am Zangentor des Ringwalls
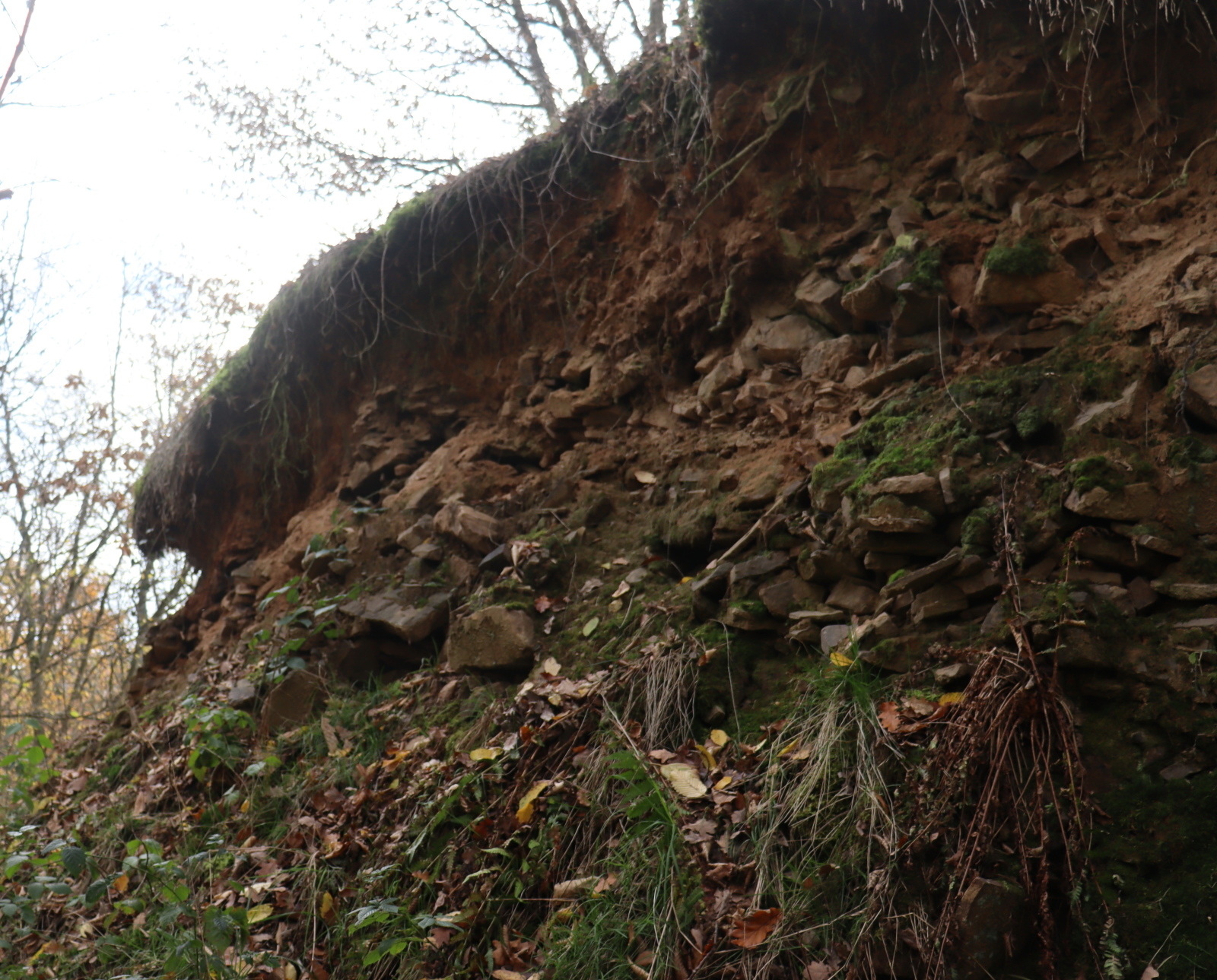
Wallschutt des Ringwalles am Schanzenkopf
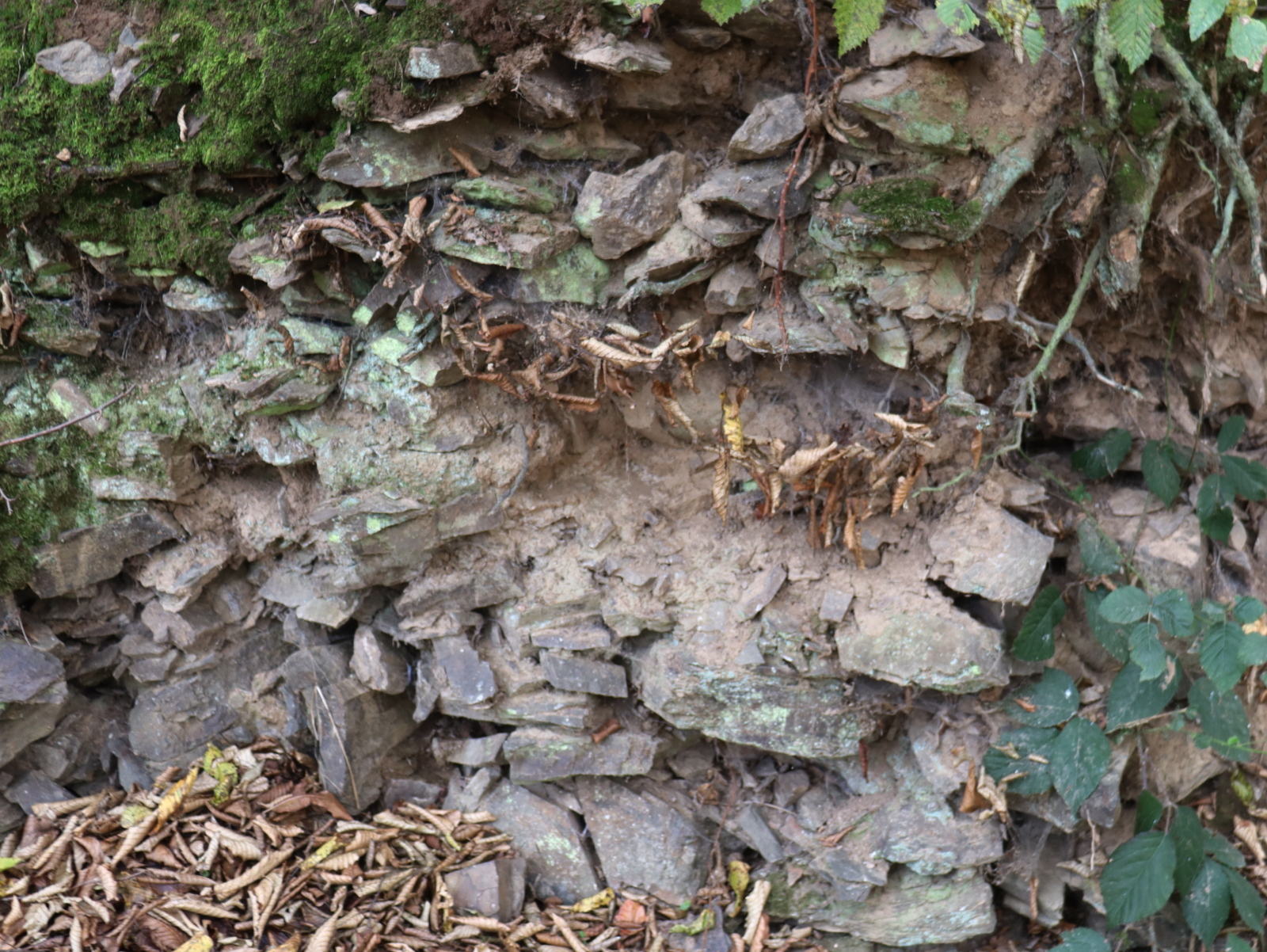
Wallreste des Ringwalles auf der Moselseite

### Aufgabe der Anlage
Die 18 Hektar große Anlage wurde wahrscheinlich in römischer Zeit aufgegeben und nicht mehr bewohnt. Die Mauer zerfiel und wurde noch als Steinbruch benutzt. Brandeinwirkungen oder bewusste Zerstörungen wurden nicht festgestellt. Das Gelände wurde wahrscheinlich nur noch landwirtschaftlich genutzt.
Erste Siedlungen im heutigen Flusstal sind für die keltische Zeit nachgewiesen. 
Es folgten die Römer, die auf den unteren Hangterrassen ihre Siedlungen oder villa rustica bauten. Die Schiefersteilhänge wurden für den Weinanbau genutzt.

### Der Bleidenberg im Mittelalter

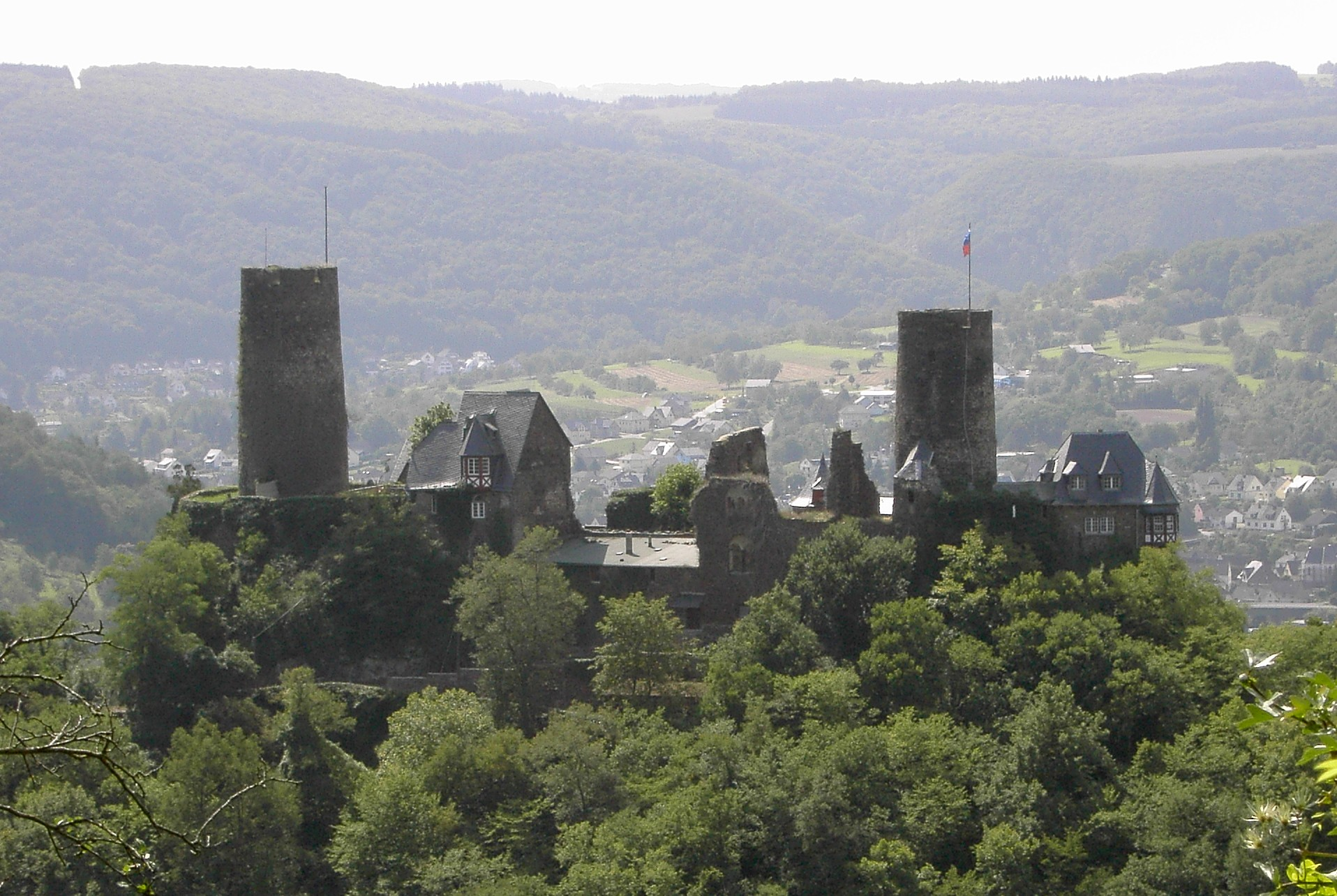
Burg Thurant vom Bleidenberg gesehen

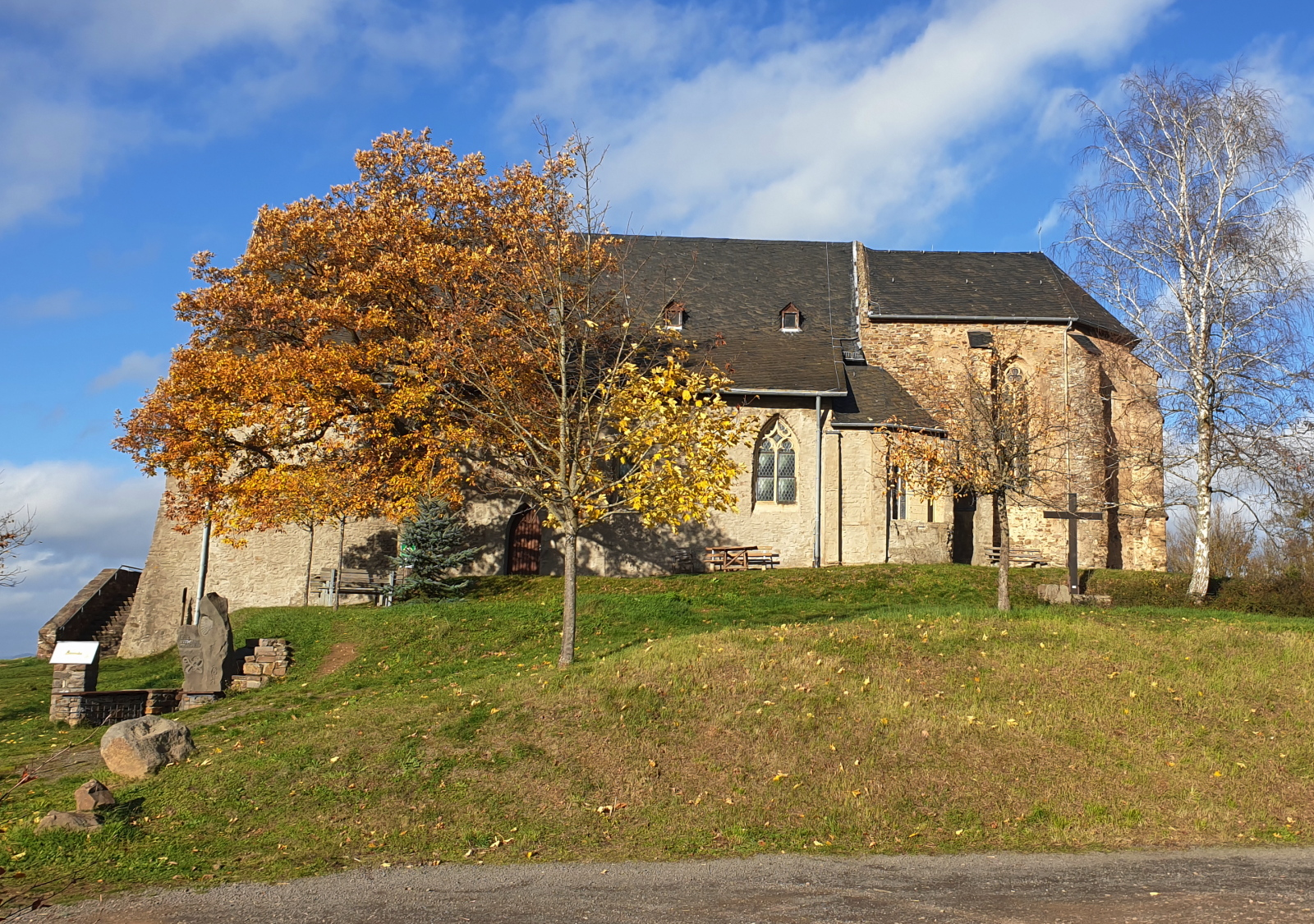
Wallfahrtskirche am Bleidenberg Oberfell

Von 1246 bis 1248 wurde ein Teilabschnitt des Geländes der ehemaligen keltischen Höhensiedlung zu einer wichtigen militärischen Stellung bei der Belagerung der um 1200 n. Chr. gegründeten Burg Thurant hoch über Alken. Als ständiges Streitobjekt der Pfalzgrafen und der Erzbischöfe von Trier und Köln führten die Auseinandersetzungen zur legendären Thuranter Fehde. Dabei wurde die Burg vom Bleidenberg mit mächtigen Katapultgeschützen, den sogenannten Bliden, beschossen, die auf der etwa 450 m entfernten Burg beträchtlichen Schaden anrichteten. Beim Planieren und Eintiefen der Katapultfundamente im Bereich der ehemaligen keltischen Toranlage wurde der „Schanzenkopf“ am Ringwall stark in Mitleidenschaft gezogen. Dies hatte aber auch zur Folge, dass die Reste der dort vorhandenen Pfostenschlitzmauer durch die Aufschüttung des Schanzenkopfes gut geschützt und konserviert wurden. Der Name Bleidenberg soll sich wohl abgeleitet haben aus der Bezeichnung der in der Thuranter Fehde verwendeten Wurfmaschinen, den Bliden.
Nach Beendigung der Fehde 1248 ließ der Trierer Erzbischof Arnold II die gotische dreischiffige Dreifaltigkeitskirche errichten und es manifestierte sich die Wallfahrtskirche auf dem Bleidenberg unter Trierer Hoheit. Es folgte der Bau der Michaelskapelle auf halber Alkener Höhe, dem 1648 die Errichtung von sieben Fußfällen (Stationen) hinauf zum Bleidenberg folgten. Dieser Weg endete in einer der Wallfahrtskirche benachbarten Kapelle in Richtung Schanzenkopf. Mittlerweile ist die Kapelle abgerissen. Ein zweiter Stationenweg führte von Oberfell auf den Bleidenberg. Die Oberfeller Wallfahrtskirche war seit 750 Jahren Ziel von Prozessionen auf dem Bleidenberg.

## Bilder

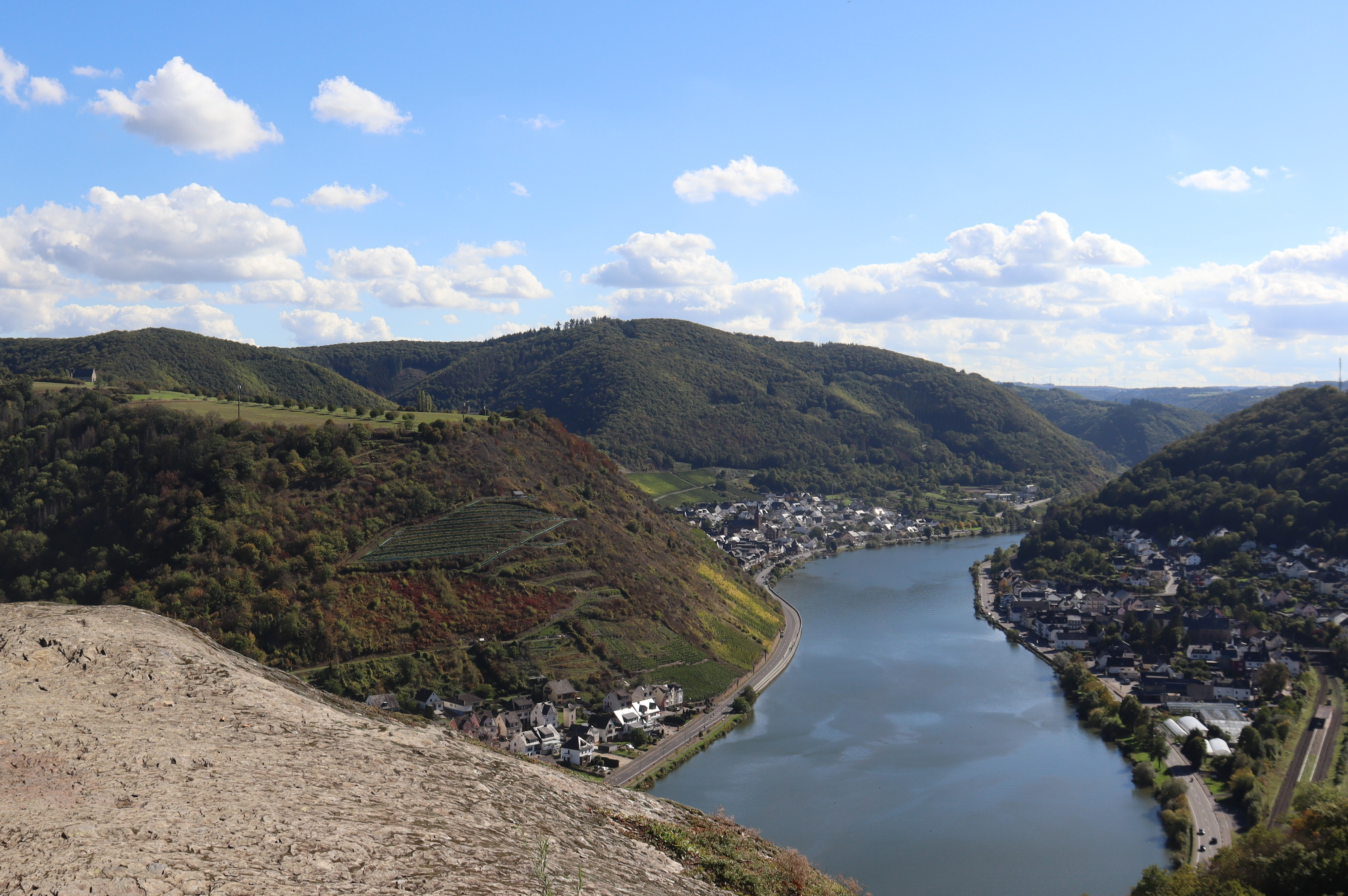
Bildmitte: Das Bleidenbergplateau bei Oberfell an der Mosel zwischen Oberfell und Alken
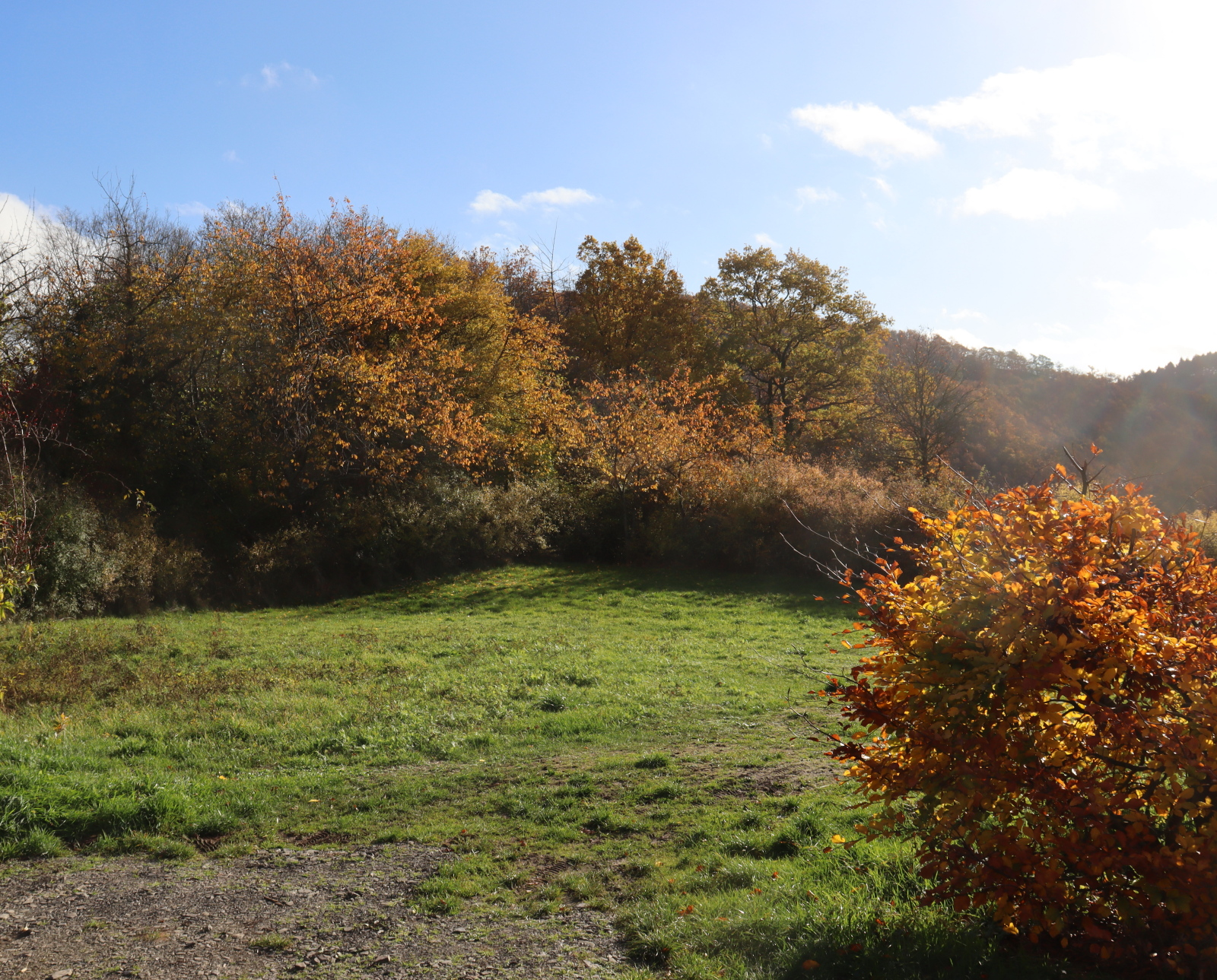
Blick auf den Schanzenkopf des Ringwalls
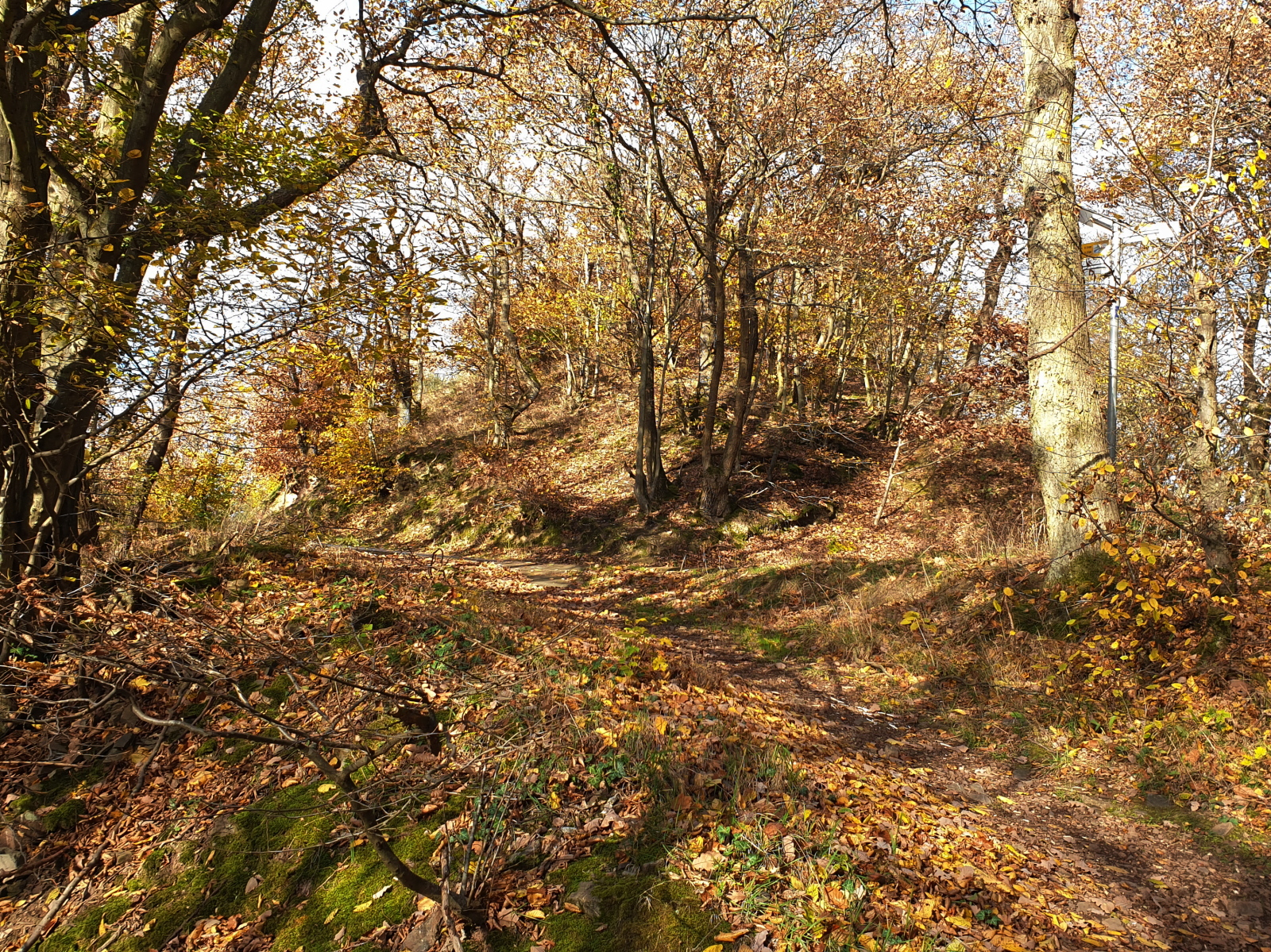
Schanzenkopf am Ringwall Bleidenberg: Blick Richtung Nordwesten
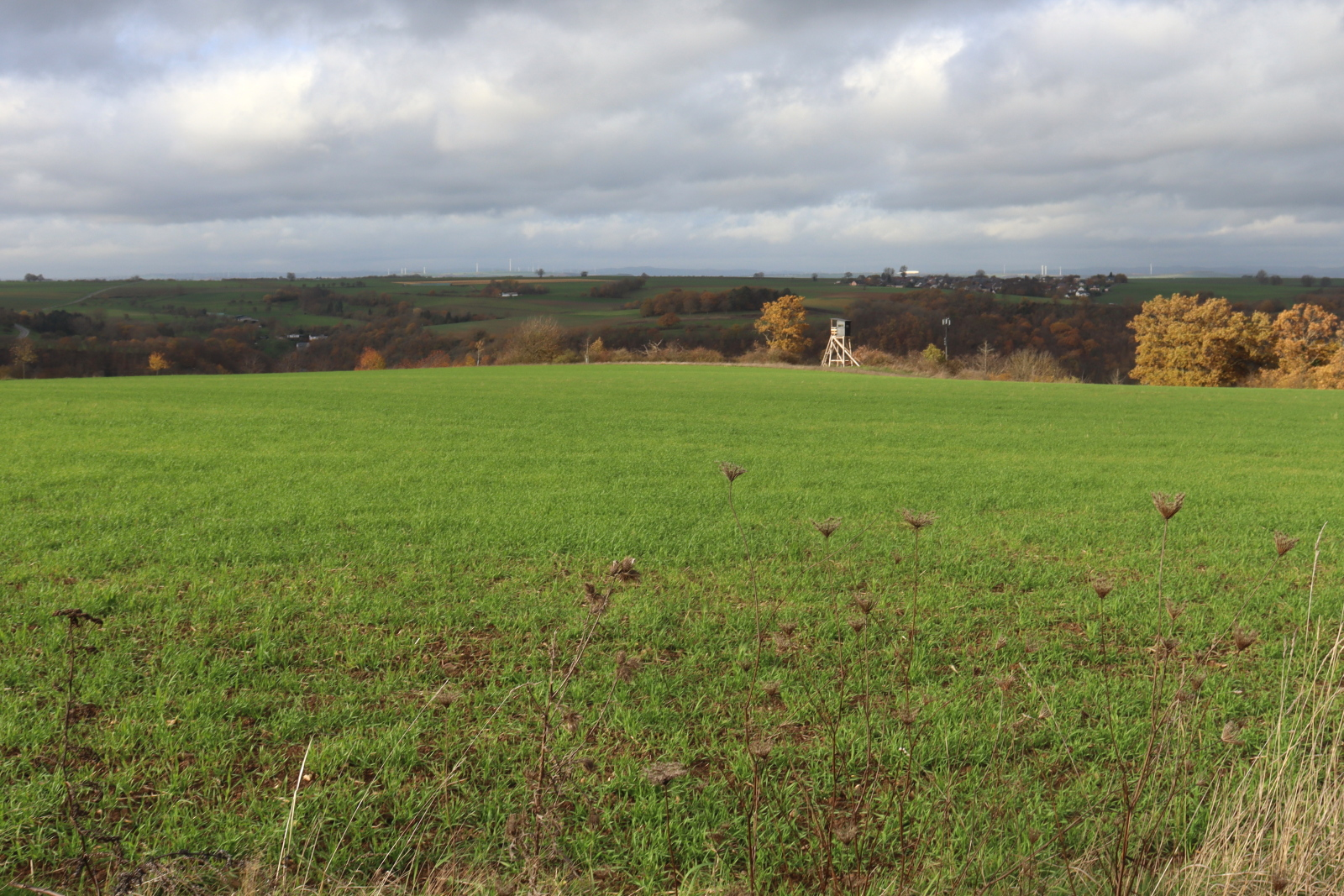
Plateau des Innenbereichs des Ringwalles: Blick Richtung Moseltal